# Babak Roshaninejad
Babak Roshaninejad (nacido en 1977 en Irán) es un artista iraní contemporáneo. Es conocido por sus pinturas al óleo densas y de gran tamaño que se inspiran principalmente en la filosofía social y el lenguaje global de las artes visuales. Sus obras fueron recogidas por el Museo de Arte Contemporáneo de Teherán. 

## Carrera
Roshaninejad comenzó su carrera como pintor autodidacta a los 20 años. En 2008 se unió a la galería de arte Assar de Teherán. Desde entonces, ha realizado numerosas exposiciones individuales y colectivas en Irán y en el extranjero y también ha participado en muchas ferias de arte en todo el mundo. Las pinturas de Roshaninejad son conocidas por sus colores limitados de pintura al óleo densa y pesada. Además de pintor, es autor de varios libros sobre filosofía social. Libros como 'Durmiendo en la calle', 'De lo inesperado de la cultura', 'El discurso del arte y las minorías' y 'Arte y mecanismo oculto - Ensayos seleccionados 2001 - 2007' se publicaron en Irán en la década de 2000. Las pinturas de Roshaninejad se han vendido en subastas como la de Christie's y la Subasta de Teherán.